# 茜部中島
茜部中島（あかなべなかじま）は、岐阜県岐阜市の町名。現行行政地名は茜部中島1丁目から3丁目。郵便番号は500-8269（集配局:岐阜中央郵便局）。

## 地理
岐阜市南部に位置し、東は茜部本郷1～3丁目、西は六条江東1～2丁目、南は茜部菱野1丁目、北は茜部大野2丁目に接する。

## 世帯数と人口
| 町丁          | 世帯数  | 人口    |
| ------------- | ------- | ------- |
| 茜部中島1丁目 | 300世帯 | 573人   |
| 茜部中島2丁目 | 152世帯 | 325人   |
| 茜部中島3丁目 | 73世帯  | 133人   |
| 計            | 525世帯 | 1,031人 |

## 学区
市立小・中学校に通う場合、学区は以下の通りとなる。
| 地域 | 小学校             | 中学校             |
| ---- | ------------------ | ------------------ |
| 全域 | 岐阜市立茜部小学校 | 岐阜市立加納中学校 |

## 歴史

### 沿革
- 1970年（昭和45年）8月1日 - 茜部の一部より、茜部中島1～2丁目が成立[4]。

## 施設
- 岐阜県赤十字血液センター
- ALSOK岐阜（旧社名日本ガード）本社

## 交通
- 国道21号